# Dendragapus
Dendragapus là một chi chim trong họ Phasianidae.

## Hình ảnh

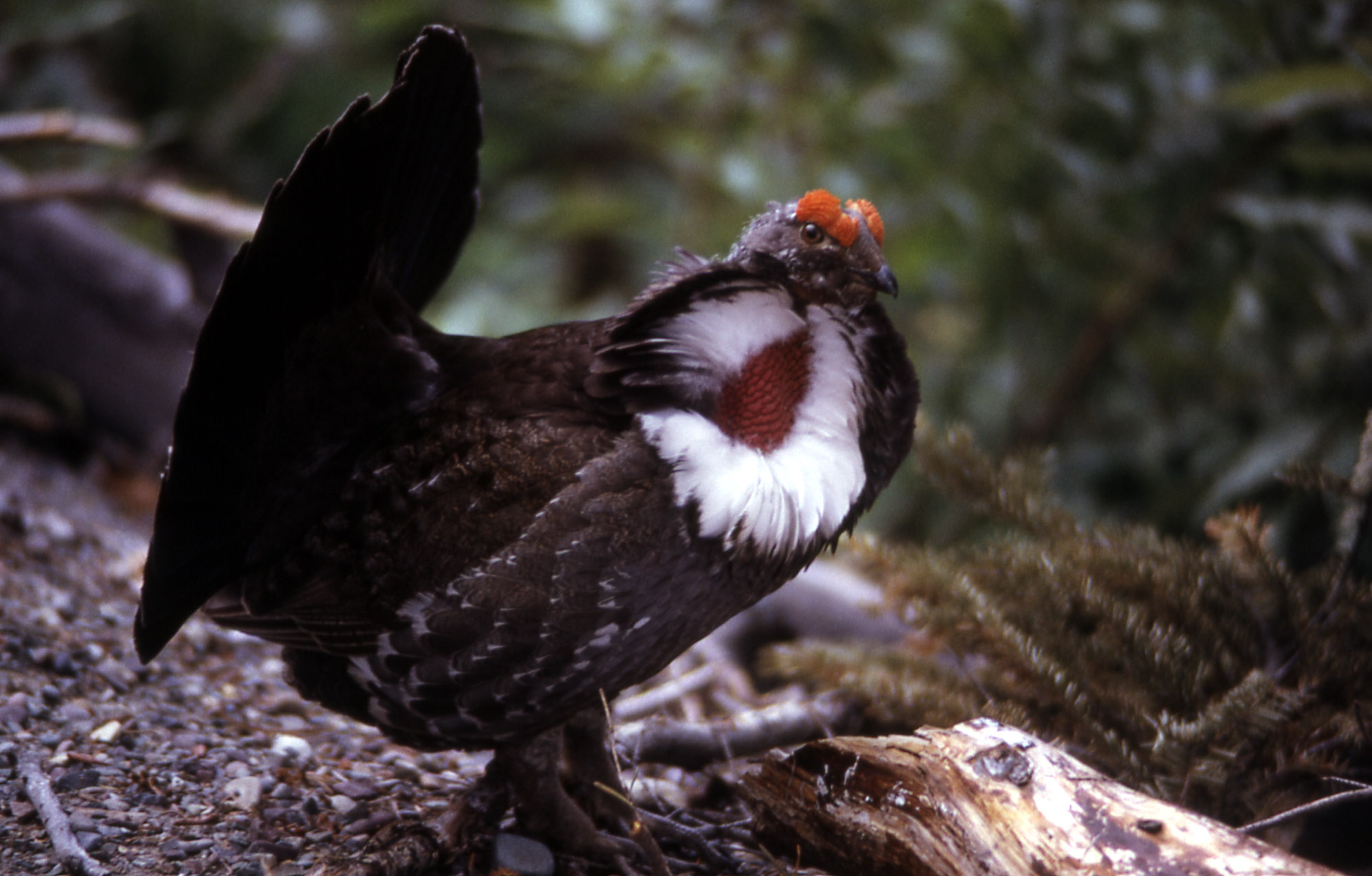
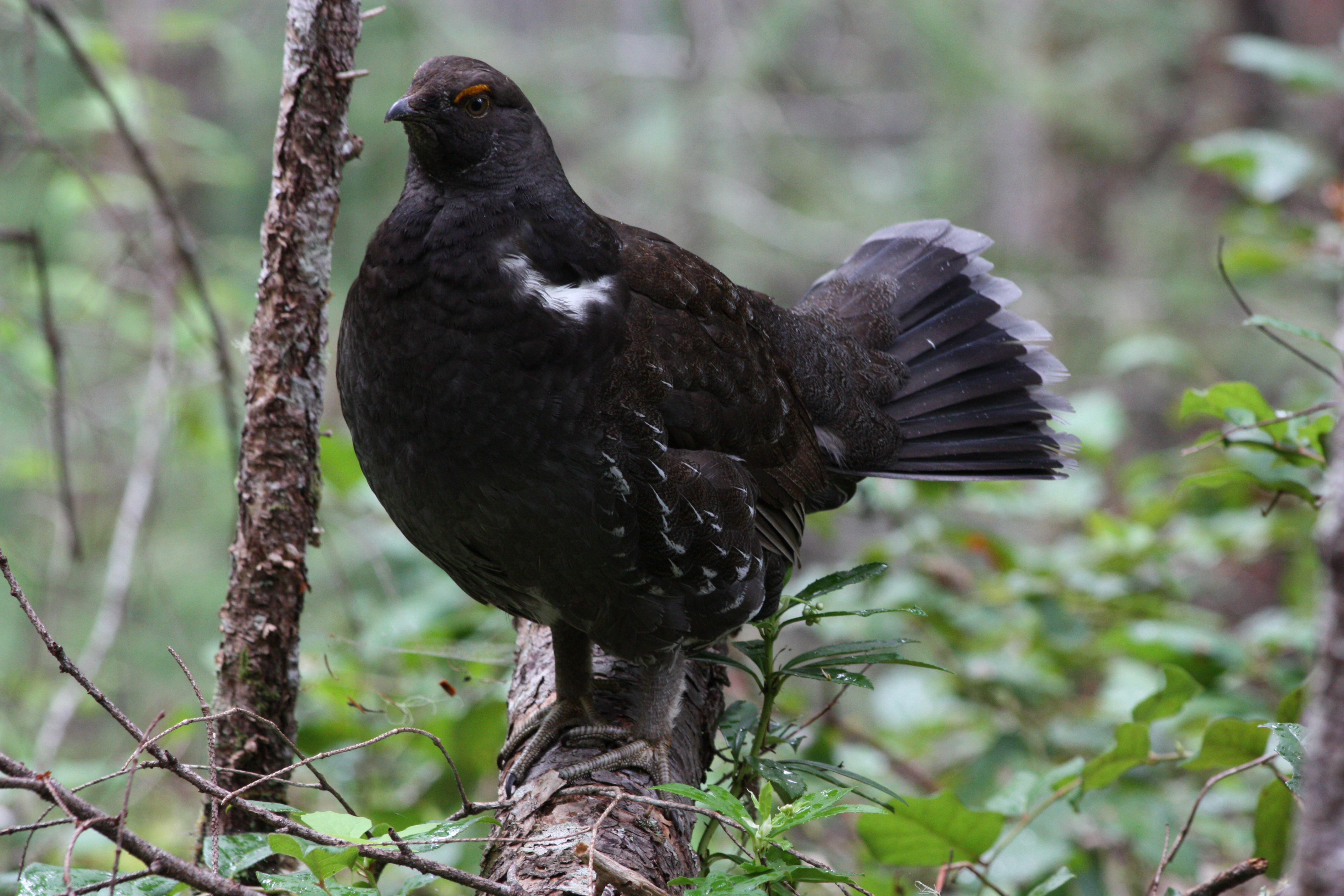
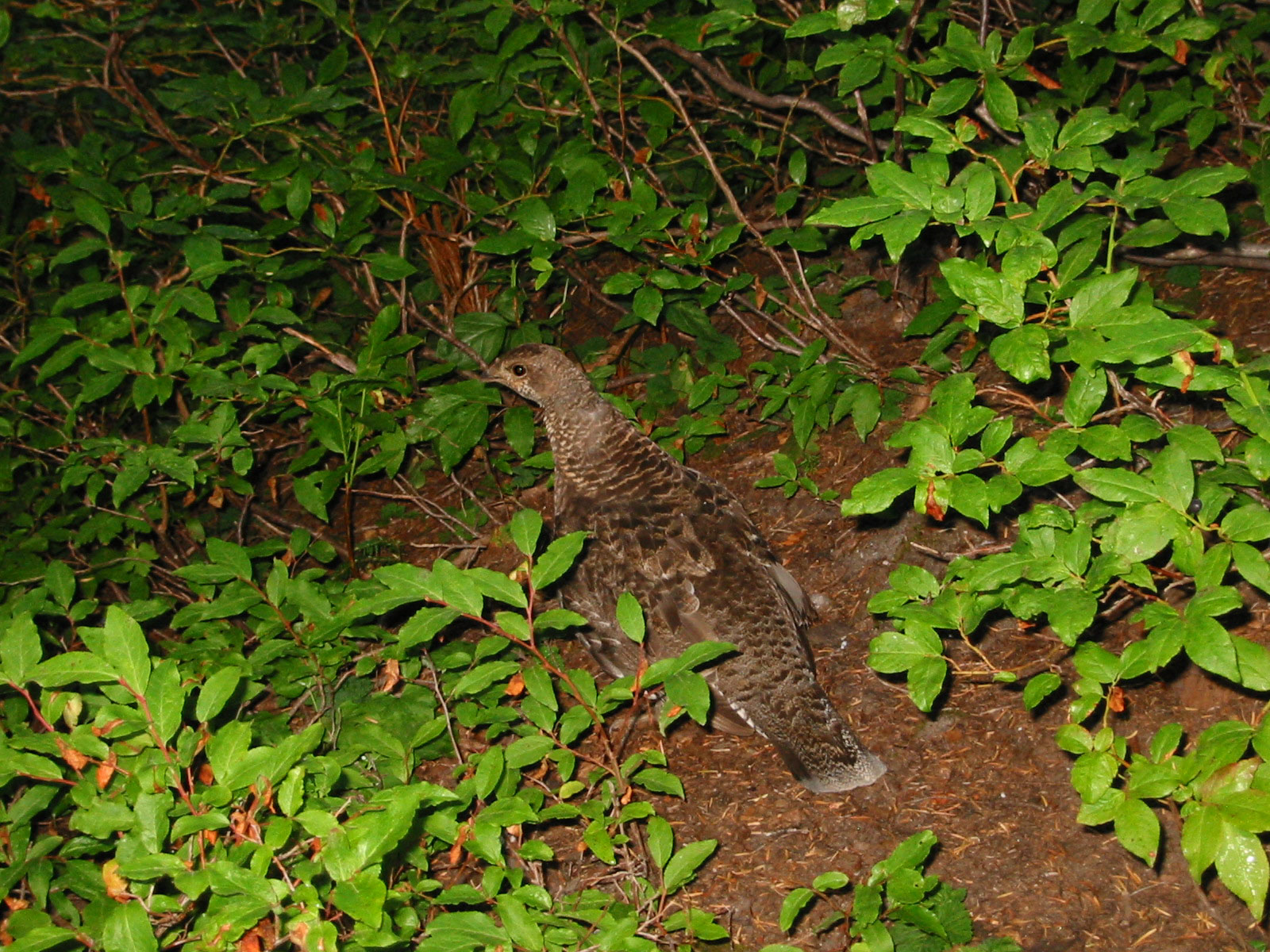
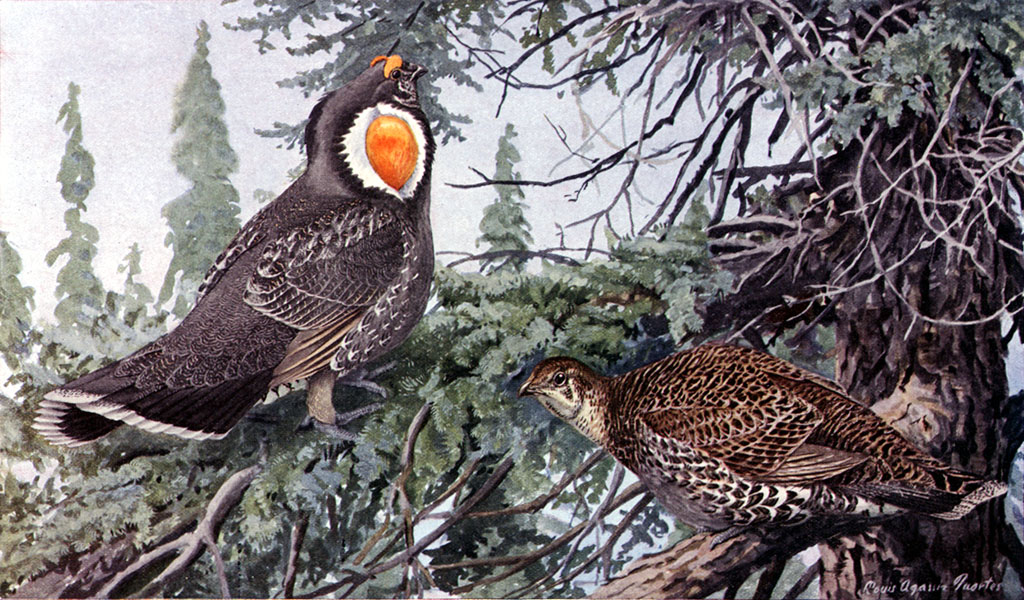
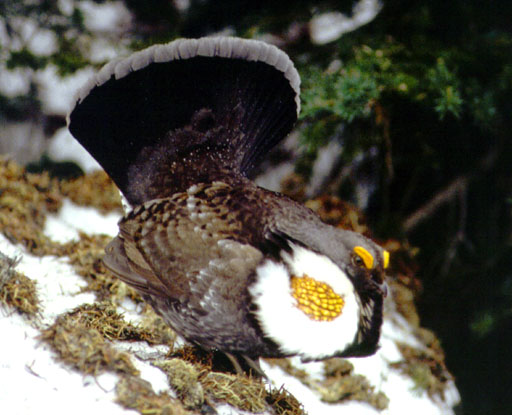